# یژی نوواک
یژی نوواک (لهستانی: Jerzy Nowak؛ ۲۰ ژوئن ۱۹۲۳ – ۲۶ مارس ۲۰۱۳) بازیگر اهل لهستان بود. از سال ۱۹۹۴ به بعد، نواک عمدتاً و به طور مداوم نقش خواننده‌ای مشهور به نام «هیرش» را بازی کرد که شخصیتی تاریخی در میراث تئاتر لهستان است.
از فیلم‌ها یا برنامه‌های تلویزیونی که وی در آن نقش داشته‌است، می‌توان به سرنوشت‌های لهستانی، اسکادران، یوویتا، پنج، از سرزمینی دور، هر کجا که باشی، برادر الهی ما، یولیا به خانه برمی‌گردد، هوس‌های امپراتور، جادوگر (مجموعه تلویزیونی)، جادوگر (فیلم)، قماری بالاتر از زندگی، جهان به روایت خانواده کیپسکی، داستان‌های عاشقانه، فهرست شیندلر، سه رنگ: سفید، سالی از خورشید خاموش، عقاب، انتقام، خراش، و جستجوی سراسری اشاره کرد.
وی همچنین برندهٔ جوایزی همچون گلوریا آرتیس شده‌است.